# Naturschutzgebiet Schmahlkuhl
Koordinaten: 51° 30′ 58″ N, 6° 15′ 13″ O
Das Naturschutzgebiet Schmahlkuhl liegt auf dem Gebiet der Stadt Geldern im Kreis Kleve in Nordrhein-Westfalen.
Das Gebiet erstreckt sich westlich der Kernstadt Geldern, nördlich des Gelderner Stadtteils Walbeck und südöstlich von Spitzfeld. Westlich des Gebietes verläuft die Landesstraße L 361 und die Staatsgrenze zu den Niederlanden, östlich verlaufen die Kreisstraße K 17 und die B 9. Westlich erstrecken sich die Naturschutzgebiete Steprather Heide (4,0 ha) und Feuchtwald bei Haus Steprath (0,6 ha).

## Bedeutung
Für Geldern ist seit 1993 ein rund 22,45 ha großes Gebiet unter der Kenn-Nummer KLE-036 als Naturschutzgebiet ausgewiesen. 